# 100,000,000,000
10의 11제곱(1011 = 100,000,000,000) 또는 천억(千億)은 108(1억)의 천 배인 자연수다.

## 1011이상 1012미만의 주요 자연수
- 118,587,876,497 = 179
- 119,218,851,371: 53번째 뤼카 수.
- 137,438,691,328: 7번째 완전수.
- 137,438,953,472 = 237
- 137,858,491,849 = 1310
- 139,583,862,445: 55번째 피보나치 수.
- 152,587,890,625 = 516
- 192,900,153,618: 54번째 뤼카 수.
- 225,851,433,717: 56번째 피보나치 수.
- 274,877,906,944 = 238
- 282,429,536,481 = 324
- 312,119,004,989: 55번째 뤼카 수.
- 343,059,613,650: 23번째 카탈랑 수.
- 365,435,296,162: 57번째 피보나치 수.
- 505,019,158,607: 56번째 뤼카 수.
- 549,755,813,888 = 239
- 591,286,729,879: 58번째 피보나치 수.
- 619,737,131,179: 나란히 있는 연속된 두 숫자가 모두 서로 다른 소수인 가장 큰 소수.
- 682,076,806,159: 18번째 벨 수.
- 762,939,453,125 = 517
- 817,138,163,596: 57번째 뤼카 수.
- 847,288,609,443 = 325
- 956,722,026,041: 59번째 피보나치 수.